# Bundesverband der Deutschen Kalkindustrie
Im Bundesverband der Deutschen Kalkindustrie e. V. (BVK) sind rund 50 Unternehmen mit fast 100 Standorten vertreten. Gemeinsam produzieren sie mit mehr als 3.100 Beschäftigten rund 6 Mio. Tonnen Kalk im Jahr und erwirtschaften einen Gesamtumsatz von circa 700 Mio. Euro (Stand: 2021).
Der BVK versteht sich als Partner von Öffentlichkeit, Wirtschaft, Wissenschaft, Verwaltung und Politik. Er hat den Auftrag, über die verschiedenen Kalkanwendungen und die Belange der Kalkindustrie in Deutschland zu informieren. Dazu kommen Informationen über das Produkt Kalk als Baukalk, Kalkstein, gebrannter Kalk, gelöschter Kalk und kohlensaurer Kalk.
Der Bundesverband der Deutschen Kalkindustrie ist als Industrieverband das Sprachrohr der Deutschen Kalkindustrie gegenüber Politik und Behörden. Zu seinen Kernaufgaben gehören die Beteiligung an der politischen, wirtschaftlichen und technischen Meinungsbildung in Deutschland und Europa sowie die Einflussnahme auf die Gesetzgebung, um die Interessen der Kalkindustrie wirkungsvoll zu vertreten. Der BVK ist präsent in den Spitzenorganisationen der deutschen Wirtschaft, um bei allen für die Kalkindustrie relevanten Fragen bereits im Vorfeld der Erörterung in die Verbände- und Industriediskussion eingebunden zu sein.
Die Ergebnisse aus Forschung, Normenarbeit und Qualitätssicherung sind allen Mitgliedern zugänglich. Der Bundesverband der Deutschen Kalkindustrie ist ein Mitglied im europäischen und internationalen Kalkverband.

## Gremien und verbundene Organisationen
Zahlreiche Ausschüsse und Arbeitskreise unterstützen den Informationsaustausch innerhalb der Branche und bereiten die Meinungsbildung und Beschlussfassung im Vorstand vor.
Der Kalkverband Agrar ist eine eigenständige Fachabteilung im Bundesverband der Deutschen Kalkindustrie. Er ist zuständig für alle Fragen der Kalkanwendung im Bereich der Land- und Forstwirtschaft (Düngekalk beziehungsweise Kalkdünger) – einschließlich Futterkalk und Teichwirtschaft. Der Kalkverband Agrar wird von Düngekalk-Gesellschaften und Mitgliedsfirmen getragen, die Düngekalk und Futterkalk (Naturkalk) an die Land- und Forstwirtschaft liefern. Er vertritt die Mitgliedsfirmen gegenüber Politik, Ministerien, Behörden, Forschungsinstituten, Beratungseinrichtungen sowie auf allen Gebieten der Anwendungstechnik, ferner in der europäischen Normung.
Mit dem Institut für Kalk- und Mörtelforschung e. V. (IKM) kann der BVK seinen Mitgliedsunternehmen – aber auch der Anwenderindustrie von Kalkprodukten – eine breite Dienstleistungspalette anbieten. Das IKM prüft Baustoffe, Bindemittel, Mörtel, Steinmehle, Böden und anderes auf ihre physikalische und chemische Zusammensetzung und Beschaffenheit. Kunden und Mitglieder werden bei ihren individuellen Fragestellungen bei der Herstellung und dem Einsatz von Kalkprodukten durch das IKM beraten. Das IKM ist anerkannte Prüfstelle für viele Anwendungsfelder von Kalk und für kalkbasierte Produkte.
Die Forschungsgemeinschaft Kalk und Mörtel e. V. (FG) forscht im Auftrag der Industrie, der Anwender und der Behörden in den Bereichen Mörtel, Kalk als Baustoff, Kalk im Straßenbau und Kalk im Umweltschutzbereich. Die FG arbeitet praxisbezogen. Forschungsvorhaben, welche mit den Mitteln des Bundesministeriums für Wirtschaft über die Arbeitsgemeinschaft Industrieller Forschungseinrichtungen – kurz AiF – gefördert werden, dienen in Form von Forschungsberichten einem wachsenden Kreis von Firmen als Grundlage neuer Entwicklungen. Die FG arbeitet in enger Zusammenarbeit mit Universitäten, Hochschulen und anderen Forschungsinstituten.
IKM und FG sind rechtlich eigenständige Vereine und in einer sogenannten Organschaft mit dem BVK verbunden. Die Mitglieder von IKM und FG sind gleichzeitig Mitglieder des BVK. BVK, IKM und FG haben einen gemeinsamen Hauptgeschäftsführer und einen gemeinsamen Vorstand. Während das IKM ein gewerblich tätiges Institut ist, arbeitet die FG als gemeinnütziger Verein.

## Historie
Die eigenständige Interessenvertretung der Kalkindustrie begann 1892, als sich die Sektion Kalk vom „Deutschen Verein für Fabrication von Ziegeln, Tohnwaren, Kalk und Cement“ trennte und eigene Organisationsformen ausbildete. Nach dem Krieg haben sich die Kalkwerke der Bundesrepublik Deutschland am 23. Juni 1953 in Bad Homburg zum Bundesverband der Deutschen Kalkindustrie e. V. zusammengeschlossen.